# Ptilogyna (Plusiomyia) margaritae
Ptilogyna (Plusiomyia) margaritae is een tweevleugelige uit de familie langpootmuggen (Tipulidae). De soort komt voor in het Australaziatisch gebied.